# 胡桃楸
胡桃楸（学名：Juglans mandshurica）为胡桃科胡桃属下的一个种。